# Пашканы (Хынчештский район)
Пашканы (рум. Paşcani, Пашкань) — село в Хынчештском районе Молдавии. Является административным центром коммуны Пашканы, включающей также село Перены.

## География
Село расположено на высоте 89 метров над уровнем моря.

## Население
По данным переписи населения 2004 года, в селе Пашкань проживает 1464 человека (748 мужчин, 716 женщин).
Этнический состав села:
| Национальность | Число жителей | Процентный состав |
| -------------- | ------------- | ----------------- |
| молдаване      | 1432          | 97.81             |
| румыны         | 10            | 0.68              |
| цыгане         | 9             | 0.61              |
| русские        | 6             | 0.41              |
| украинцы       | 5             | 0.34              |
| гагаузы        | 1             | 0.07              |
| прочие         | 1             | 0.07              |
| Всего          | 1464          | 100%              |